# Temet
Temet (auch Temit oder Itemet) ist eine Gottheit der ägyptischen Mythologie. Diese Göttin ist sowohl von ihrem Namen als auch von ihrem Wesen her eng mit dem Schöpfergott Atum verbunden. Sie wird in ägyptischen Texten häufig als dessen Tochter bezeichnet und mit Hathor (genauer: Hathor quadrifrons) identifiziert.
Temet tauchte erst recht spät im Verlauf der ägyptischen Geschichte auf. Die erste bekannte Erwähnung stammt aus der Ramessidenzeit (19./20. Dynastie), größere Bedeutung erlangte sie aber erst in der Ptolemäerzeit.
Durch Darstellungen im Horus-Tempel von Edfu sowie auf einigen Särgen ist belegt, dass Temet gemeinsam mit Atum in der Ptolemäerzeit als Schutzgottheit des Toten fungierte. Die beiden Gottheiten wurden hier hockend oder stehend in Menschengestalt, aber auch als stehende Mumien mit Menschen- und teilweise auch mit Pavian-Kopf abgebildet.